# Piaggio P.8
Il Piaggio P.8 era un idroricognitore imbarcato catapultabile realizzato dall'azienda italiana S.A. Piaggio & C. alla fine degli anni venti.

## Storia del progetto
Il progetto del P.8 viene realizzato per soddisfare un requisito emesso dalla Regia Marina nel 1927, e relativo alla fornitura di un piccolo idrovolante monoposto catapultabile per equipaggiare la classe di sommergibili Ettore Fieramosca destinata a diventare la prima classe di sommergibili portaerei italiana. Le specifiche tecniche riguardavano un velivolo dalle dimensioni contenute, con ali ripiegabili ed altri dispositivi atti a permetterne il facile e veloce rimessaggio nell'apposito hangar pressurizzato.
Alla richiesta rispose la Piaggio con il suo P.8 e l'Aeronautica Macchi che propose il Macchi M.53.

## Tecnica
Il P.8 era un velivolo di dimensioni contenute e dall'aspetto tradizionale; idrovolante monomotore monoplano ad ala alta con configurazione a scarponi. Al fine di poterlo ricoverare velocemente nell'apposito hangar cilindrico, applicato ai sommergibili ai quali era stato destinato, le ali, i galleggianti ed il castello tubolare che li collegava alla carlinga erano facilmente staccabili permettendo così al sommergibile di rimanere in emersione, e quindi più vulnerabile ad eventuale avvistamento ed attacco nemico, per un tempo ridotto.
La fusoliera era caratterizzata dalla presenza di un abitacolo aperto dove trovava posto il pilota che aveva anche il compito di osservatore. Posteriormente terminava in un impennaggio tradizionale monoderiva dotato di piani orizzontali controventati.
L'ala, a pianta rettangolare, era montata alta a parasole ed era collegata alla fusoliera tramite una coppia di montanti obliqui in tubo d'acciaio.
I galleggianti erano collegati alla parte inferiore della fusoliera da un castello tubolare removibile.
La propulsione era affidata ad un Blackburn Cirrus Minor II, un motore aeronautico 4 cilindri in linea raffreddato ad aria, capace di erogare una potenza di 75 hp (56 kW), posizionato sul muso e racchiuso da una struttura metallica, soluzione votata alla ricerca della miglior penetrazione aerodinamica possibile.

## Impiego operativo
Il progetto del P.8 venne affidato inizialmente a Giovanni Pegna che, fortemente impegnato nella realizzazione dell'idrovolante da competizione Piaggio P.7, delegò all'ingegnere Giuseppe Gabrielli la realizzazione pratica del progetto. L'ingegner Gabrielli riuscì ad approntare la realizzazione del prototipo a Finalmarina già alla fine del 1927. L'acquisto dell'aereo venne finalizzato il 22 febbraio 1928, ma a causa di alcuni ritardi il velivolo (matricola MM.95) andò in volo per la prima volta il 12 novembre 1929.
Il velivolo P.8, caratterizzato dall'ala alta e dalla costruzione quasi interamente metallica, effettuò il suo primo volo quando l'intero programma relativo all'acquisizione di velivoli imbarcati su sommergibili era stato abbandonato dalla Regia Marina.

## Utilizzatori
Italia
- Regia Aeronautica

### Riviste
- Achille Vigna, Idrovolanti per sommergibili italiani, in Storia Militare Anno XX, N.225, Parma, Ermanno Albertelli, giugno 2012. ISSN 1122-5289 (WC · ACNP)